# Rose-Line Brasset
Pour les articles homonymes, voir Brasset.
Rose-Line Brasset, née à Alma, au Québec en 1961, est une écrivaine, canadienne.

## Biographie
Née à Alma, au Québec (Canada), en 1961, Rose-Line Brasset est l'aînée d'une famille de quatre enfants. Elle grandit auprès de sa mère Jeannette Levesque, de son père, Roland Brasset, et de ses frères et sœur, Nathalie, Alain et Éric. À partir de l'adolescence, elle voyage à travers le monde, vivant de petits boulots et côtoyant des gens de milieux divers. Ses textes s'inspireront plus tard de ses riches expériences. 
Après l'obtention d'une maîtrise en Études littéraires de l'Université du Québec à Chicoutimi (UQAC) en 1999, elle publie la même année son premier article dans le magazine Femme Plus. Son premier livre parait quant à lui aux Publications du Québec, en 2009.
Entre 1999 et 2017, elle publie à titre de journaliste pigiste de nombreux articles dans divers magazines et journaux dont, entre autres, Femme Plus, Châtelaine, Junior, Yoopa,,,,,,,, Vita, Coup de Pouce,,,, Le Soleil, Prestige,,,,,,,,,,et Reflets.
À partir de 2014, elle commence à publier la série de livres jeunesse à succès,,,,,,Juliette à..., d'abord aux Éditions Hurtubise, à Montréal, puis chez Kennes éditions, en Belgique, qui distribuent dans la francophonie hors Canada. Ses romans d'aventure explorent le mode de vie des pré-ados et ados à travers le monde. Avec sensibilité, elle aborde aussi des sujets comme l'intimidation, l'intégration des immigrants, le racisme, le sexisme, le féminisme et la complexité des relations, y compris des relations familiales,.
En 2015, ses trois premiers romans sont traduits et publiés en néerlandais.
En novembre 2017, une adaptation en bande dessinée de son premier roman, Juliette à New York, est publiée simultanément au Canada et en Europe.
Elle est invitée d'honneur au Salon du livre de Québec en avril 2017,,,,, puis, en novembre de la même année, au Salon du livre de Montréal.
En 2019, un éditeur de la République de Chine, Haitian Publishing House, acquiert les droits de traduction en chinois.
La même année, la maison Albatros Médias, basée en République Tchèque, acquiert les droits de traduction en tchèque.
L'année suivante, en 2020, l’écrivaine est invitée d’honneur au Salon du livre de Trois-Rivières, qui devait avoir lieu en mars mais qui fut annulé quelques jours avant l’ouverture en raison de la pandémie de COVID 19.
Suivent cependant des traductions de la série en hongrois chez l'éditeur Alexandra Könyveshaz.
En 2021, les droits de traduction de la série en langue arabe sont cédés à une maison d'édition libanaise et la série connaît un certain succès au Moyen-Orient, avec six premiers titres.
En 2023, la maison Éditorial el pirata, commence à publier des adaptations BD en espagnol et Catalan. 
Rose-Line Brasset est mère de deux enfants, Emmanuel, né en 1993, et Laurence, née en 1997.

## Œuvres

### Aux Publications du Québec[47]
- Plaisir gourmands [48](2009)
- À la mode de chez-nous [49](2013)

### Chez Béliveau éditeur
- Voyagez cool! Trucs et conseils d'une globe-trotter [50](2014)

### Chez Éditions Hurtubise (Canada)
- Juliette à New York[51](10/04/14)
- Juliette à Barcelone [52](18/09/14)
- Juliette à La Havane[53] (26/03/15)
- Juliette à Amsterdam [54](24/09/15)
- Juliette à Paris [55](25/02/16)
- Juliette à Québec [56](22/09/16)
- Juliette à Rome [57](02/03/17)
- Juliette à San Francisco[58] (21/09/17)
- Juliette à Londres (2018)[59](23/02/18)
- Juliette à Hollywood (2018)[60](19/09/18)
- Juliette à Athènes (10/04/19)
- Juliette à Hawaii (23/09/19)
- Juliette à Tokyo (25/03/20)
- Juliette à Mexico (23/09/20)
- Juliette en Australie (31/03/21)
- Juliette en Suisse (06/10/21)
- Juliette aux Bermudes (02/03/22)
- Juliette à Berlin (21/09/22)
- Juliette en Floride  (2023)
- Juliette à Boston (2023)
- Juliette à Venise (2024)
- Juliette en Jamaïque (2024)
- Juliette à Montréal (2025)

Juliette en BD (Bandes Dessinées)
- Juliette à New York - La BD [61](08/11/17)
- Juliette à Paris - La BD (2018)[62](24/10/18)
- Juliette à Londres - La BD (23/11/19)
- Juliette à Hollywood - La BD (25/11/20)
- Juliette à Québec - La BD (20/11/21)
- Juliette à Hawaii - La BD (21/09/22)
- Juliette en Australie - La BD (2024)

Juliette (autour du monde)
- Juliette - Amsterdam/Paris (14/06/17)
- Juliette - Barcelone/La Havane (11/10/17)
- Juliette - Québec/San Francisco (10/10/18)
- Juliette - Rome/Londres (23/10/19)
- Juliette - Hollywood/Athènes (28/10/20)
- Juliette - New York/Tokyo (05/01/22)
- Juliette - Hawaii/Mexico (24/08/22)

### Chez Kennes Éditions[63](Europe francophone et néerlandaise)

#### En français[64]
- Juliette à New York
- Juliette à Barcelone
- Juliette à La Havane
- Juliette à Amsterdam
- Juliette à Paris
- Juliette à Québec
- Juliette à Rome
- Juliette à San Francisco
- Juliette à New York - La BD
- Juliette à Londres (2018)
- Juliette à Hollywood (2018)
- Juliette à Paris - La BD (2018)
- Juliette à Athènes (2019)
- Juliette à Hawaii (2019)
- Juliette à Londres - La BD (2019)
- Juliette à Tokyo (2020)
- Juliette à Mexico (2020)
- Juliette en Australie (2021)
- Juliette en Suisse (2021)
- Juliette à Québec - La BD (2021)
- Juliette aux Bermudes  (2022)
- Juliette à Berlin (2022)
- Juliette en Floride (2023)
- Juliette à Boston (2023)
- Juliette à Venise (2024)
- Juliette en Jamaïque (2025)

#### En néerlandais
- Juliette in New York [65](2016)
- Juliette in Barcelone (2017)
- Juliette in Havana (2017)
- Juliette in Amsterdam (2019)
- Juliette in Parijs (2019)
- Juliette in Quebec (2019)
- Juliette in San Francisco (2021)
- Juliette in Rome (2021)
- Juliette in New York - BD (2020)
- Juliette in Parijs - BD (2020)

### Chez Haitian Publishing House (Shenzhen, China Republic)

#### En chinois simplifié
- Juliette à New York
- Juliette à Barcelone
- Juliette à Paris
- Juliette à Rome
- Juliette à Londres